# Yondó (ort)
Yondó är en ort i Colombia.   Den ligger i departementet Antioquía, i den centrala delen av landet, 270 km norr om huvudstaden Bogotá. Yondó ligger 72 meter över havet och antalet invånare är 7 516.
Terrängen runt Yondó är mycket platt. Runt Yondó är det ganska tätbefolkat, med 149 invånare per kvadratkilometer. Närmaste större samhälle är Barrancabermeja, 8,9 km nordost om Yondó. I omgivningarna runt Yondó växer i huvudsak städsegrön lövskog.